# Padabeunghar (Jampang Tengah)
Padabeunghar is een bestuurslaag in het regentschap Sukabumi van de provincie West-Java, Indonesië. Padabeunghar telt 6588 inwoners (volkstelling 2010).